# Casa Elena Castellana
La Casa Elena Castellana és un edifici situat al carrer de Santa Anna, 21 de Barcelona, catalogat com a bé cultural d'interès local.

## Història
Va ser projectat el 1907 per l'arquitecte Jaume Torres i Grau per encàrrec d'Elena Castellana i Franquesa (†1908), vídua del metge Josep Ramon Galí i Pastor.

## Descripció
Consta de planta baixa, cinc pisos i terrat. A la planta baixa s'obren cinc obertures d'arc rebaixat de forma simètrica: la central es correspon amb la porteria de l'edifici, i a banda i banda hi ha una porta més estreta seguida d'una més ample, on s'ubiquen comerços. Aquest nivell té el parament decorat amb una base rugosa. Entre les obertures hi ha columnes adossades amb capitells de flors, les quals continuen cap a l'intradós dels arcs. cada arc està decorat amb un guardapols la decoració dels quals s'estén cap a la llosana dels balcons del primer pis.
Als pisos superiors s'obren quatre obertures per planta seguint els mateixos eixos longitudinals. Al primer i segon pis les dues obertures centrals s'han substituït per dues tribunes, més ample la inferior que la superior. La tribuna del primer pis està aguantada per mènsules decorades amb flors i les obertures són d'arc lobulat separats per pilastres amb elements florals a la part superior. La Tribuna superior és similar a l'altre però té menys obertures i menys decoració. Als extrems les portes s'obren a balcons individuals de forma semicircular amb la barana de ferro forjat. En els tres pisos superiors les dues portes centrals donen a un balcó corregut amb barana de ferro forjat i les laterals a balcons individuals similars als del primer i segon pis. Totes les obertures són d'arc pla amb un guardapols en forma d'arc mixtilini que es recolza sobre unes pilastres que emmarquen l'obertura. Les portes i les llosanes del balcons estan decorades amb grans flors.
La façana està coronada per tres frontons esglaonats, més ample el central que els laterals, i un ull de bou al centre. El parament a partir del primer pis és d'imitació de carreus.